# Henri Fester
Henri Dettmar Fester (Antwerpen, 24 juli 1849 - aldaar, 18 september 1939) was een Belgisch zakenman en muziekmecenas van Duitse afkomst.

## Biografie
Henri Fester was een zoon van Jules Fester, die in 1840 van Frankfurt naar Antwerpen verhuisde. Henri studeerde in Antwerpen en Zwitserland. Na het overlijden van zijn vader kwam hij aan het hoofd van diens firma. In 1874 richtte hij samen met Adolf Mund de verzekeringsfirma Mund & Fester op, gevestigd aan de Groenplaats. Hun zonen, Ernest Mund en Robert Fester, waren ook actief binnen de onderneming. Deze groeide aanzienlijk en beschikte in 1914 over filialen in onder meer Londen, Liverpool, New York, Sint-Petersburg, Wenen en Hamburg. Ook was hij bestuurder van de Société anversoise du commerce au Congo.
Naast zijn zakelijke activiteiten was Fester een grote naam in de kunstenwereld. Hij was:
- medeoprichter van de Société de Musique,
- medeoprichter (1903) en meer dan dertig jaar lang voorzitter van de Koninklijke Maatschappij der Nieuwe Concerten,
- medeoprichter (1905) en werkend lid (1905-1939) van Kunst van Heden,
- medeoprichter (1905) en voorzitter van het Bestendig Dotatiefonds voor Stadsbibliotheek en Museum Plantin-Moretus,
- medeoprichter en voorzitter van de Bachvereniging van Antwerpen,
- voorzitter van de toezichtscommissie van het Koninklijk Vlaams Conservatorium,
- voorzitter van de Toonkunstenaarsbond van Antwerpen,
- ondervoorzitter van de Maatschappij ter volledigmaking van het Antwerpsch Museum.

Hij woonde met zijn vrouw Sophia Maria Smekens op het Kasteel Fester in de Karel Oomsstraat in Antwerpen, waar voorheen kunstschilder Nicaise De Keyser woonde. Tussen 1892 en 1910 liet hij het landhuis verbouwen en uitbreiden. De familie Fester was eigenaar van het kasteel minstens tot de jaren 1930. In de naoorlogse periode huisvestte het gebouw het Rijksinternaat voor Schipperskinderen en vanaf 1984 het Rijksinstituut voor Kunstsecundair Onderwijs, vandaag de campus beeldende en audiovisuele kunst, drama en muziek van de!Kunsthumaniora. In de Van Putlei liet Fester in 1911 twee herenhuizen in neoregencestijl naar een ontwerp van Joseph Hertogs optrekken. Zijn zoon Robert en diens echtegenote Alice Julia Good lieten het Kasteel Wolvenbos in Kapellen bouwen.